# Johannis Torstenius
Torstenius Smolandus Johannis (svenska: Torsten Johansson), född i Småland, var en svensk kompositör och kapellmästare i Stockholm. 

## Biografi
Torstenius Johannis föddes i Småland. Han var kapellmästare hos kung Karl IX. Många av Johannis verk förvarades på Riksarkivet och i Kungliga operans bibliotek. Han har bland annat komponerat melodin till koralen O Herre Gud, oändelig i Haeffners koralbok.
Han gav ut den kalvinistiska psalmboken Någre konung Davids psalmer i sangewijs stälte (1602). Johannis gav även ut En fästningarings hemligheter  (1604), som är en översättning av Arcana annuli pronubi.